# Spy (Jemeppe-sur-Sambre)
Spy (wa. Spî) – dzielnica (section) gminy Jemeppe-sur-Sambre w Belgii, w Regionie Walońskim, w prowincji Namur, w okręgu Namur. 1 stycznia 2020 roku liczyła 4248 mieszkańców. Do 31 grudnia 1976 r. samodzielna gmina. 
W pobliżu miejscowości znajduje się jaskinia, w której znalezione zostały szczątki neandertalczyków.

## Demografia
Liczba mieszkańców, stan na 1 stycznia:
| Rok                | 1930 | 1947 | 1961 | 2020 |
| ------------------ | ---- | ---- | ---- | ---- |
| Liczba mieszkańców | 3383 | 3206 | 3320 | 4248 |